# دائرة قوراية
دائرة قوراية هي إحدى دوائر ولاية تيبازة الجزائرية.